# Wmii
wmii – dynamiczny menedżer okien dla X11. Stworzony w 2003 i rozwijany w latach 2003-2006 przez Anselma R. Garbe, a od 2006 przez Krisa Maglione.
W swojej domyślnej konfiguracji interfejs wmii jest podobny do tego z edytora tekstu Vi: tagi są kontrolowane przez Alt + H, J, K, L, a okna mogą być przesuwane za pomocą Alt + Shift + H, J, K, L.

### Podobne menedżery okien
- dwm - alternatywny menedżer okien, rozwijany przez pierwotnego autora wmii
- ratpoison
- awesome